# Music to Make Boys Cry
Music to Make Boys Cry é o segundo álbum de estúdio da artista musical britânica Diana Vickers. O álbum foi lançado em 13 de setembro de 2009 através da So Recordings. O primeiro single, "Cinderella", foi lançado para os varejistas digitais em 21 de julho de 2013. O álbum tem produção de David Gamson, Simen Eriksrud e Ant Whiting, e assim como "Cinderella", inclui duas faixas anteriormente divulgadas online - a faixa-título do disco e "Boy in Paris". Em 24 de julho de 2013, Vickers revelou a arte de capa e a lista de faixas através da Amazon.

## Singles
- "Cinderella" foi lançada como primeiro single em 21 de julho de 2013. Co-escrita por Miranda Cooper, o vídeo apresenta Vickers participando de uma festa em uma mansão e se apaixonando por um dos hóspedes. O vídeo estreou durante a semana que se inicia em 27 de maio de 2013. O single foi lançado pela BBC Radio 1 em abril de 2013.
- "Music to Make Boys Cry" é a faixa-título e foi lançada como segundo single juntamente com o álbum em 15 de setembro de 2013. A faixa começa pessimista mas logo se transforma em um hino de empoderamento moderno. Vickers explica que o conceito surgiu porque ela estava em um avião e viu a frase 'música para fazer os garotos chorarem' em um artigo de jornal e ficou muito animada e queria fazer uma música que tinha o título.

## Alinhamento de faixas
A lista de faixas, contendo dez faixas, foi divulgada na página oficial de Vickers no Facebook.
| Edição padrão  |                          |                                                                 |         |  |
| N.º            | Título                   | Compositor(es)                                                  | Duração |  |
| 1.             | "Music to Make Boys Cry" | Diana Vickers Miranda Cooper Simen Eriksrud Simone Larsen [ 5 ] | 3:30    |  |
| 2.             | "Cinderella"             | Vickers Cooper Eriksrud Larsen [ 6 ]                            | 3:43    |  |
| 3.             | "Lightning Strikes"      | Vickers Cooper David Gamson                                     | 3:31    |  |
| 4.             | "Dead Heat"              | Vickers Cooper Eriksrud Rachel Moulden                          | 3:48    |  |
| 5.             | "Boy in Paris"           | Vickers Cooper Gamson [ 7 ]                                     | 3:33    |  |
| 6.             | "Mad at Me"              | Vickers Cooper Dee Adams Daniel Radcliffe                       | 3:15    |  |
| 7.             | "Smoke"                  | Vickers Cooper Cramer                                           | 3:56    |  |
| 8.             | "Mr. Postman"            | Vickers Cooper Jimmy Harry Gerard O'Connell                     | 3:41    |  |
| 9.             | "Better in French"       | Vickers Cooper Gamson                                           | 3:49    |  |
| 10.            | "Blame Game"             | Vickers Cooper Eriksrud Larsen Espen Berg [ 8 ]                 | 4:27    |  |
| Duração total: | Duração total:           | Duração total:                                                  | 37:13   |  |

| Faixas da edição deluxe |                                            |                                |         |  |
| N.º                     | Título                                     | Compositor(es)                 | Duração |  |
| 11.                     | "Cinderella" (versão acústica)             | Vickers Cooper Eriksrud Larsen | 3:46    |  |
| 12.                     | "Music to Make Boys Cry" (versão acústica) | Vickers Cooper Eriksrud Larsen | 3:26    |  |
| 13.                     | "Better in French" (versão acústica)       | Vickers Cooper Gamson          | 3:11    |  |

## Desempenho nas tabelas musicais
| Tabela musical (2013)                     | Melhor posição |
| ----------------------------------------- | -------------- |
| Irlanda (Irish Independent Albums Chart)  | 19             |
| Reino Unido (UK Albums Chart)             | 37             |
| Reino Unido (UK Independent Albums Chart) | 9              |

## Histórico de lançamento
| Região         | Data                   | Versão         | Formato              | Gravadora            | Ref. |
| -------------- | ---------------------- | -------------- | -------------------- | -------------------- | ---- |
| Irlanda        | 13 de setembro de 2013 | Padrão, deluxe | CD, download digital | So Recordings        |      |
| Reino Unido    | 15 de setembro de 2013 | Padrão, deluxe | CD, download digital | So Recordings        |      |
| Estados Unidos | 17 de setembro de 2013 | Deluxe         | Download digital     | Silva Screen Records |      |